# Kim Gi-whan
Kim Gi-whan (15 maart 1991) is een Zuid-Koreaans golfprofessional. 
Kim werd in 2011 professional.

## Trivia
- Bij het Ballentine's Championship in 2013 stond hij na ronde 1 aan de leiding.